# Хоанг Туй
Хоанг Туй (7 декабря 1927, с. Сюандай, Куангнам — 14 июля 2019, Ханой) — вьетнамский прикладной математик. Он считается одним из двух первопроходцев математики во Вьетнаме, другой — Ле Ван Тхим.

## Биография
В 1959 году Хоанг Туй получил докторскую степень по математике в Московском государственном университете. Он занимался главным образом новаторской работой в области глобальной оптимизации. Он опубликовал более 160 статей в научных журналах. Работал в Институте математики Вьетнамской академии наук и технологий, где был директором с 1980 по 1989 год.
В 1997 году в Линчёпингском университете в Швеции был организован семинар в честь Хоанга Туя.
В декабре 2007 года в Руане (Франция) состоялась международная конференция по вогнутому программированию. Мероприятие было приурочено к 80-летию учёного в знак признания его новаторских достижений, которые значительно повлияли на область глобальной оптимизации.
В сентябре 2011 года профессор Хоанг Туй стал первым лауреатом премии Константина Каратеодори Международного общества глобальной оптимизации за свою новаторскую работу и фундаментальный вклад в глобальную оптимизацию.
Его сын, Хоанг Зыонг Туан, является профессором Технологического университета Сиднея, Австралия, где работает над применением оптимизации в различных областях техники. Его зять, Фан Тхиен Тхать, также работает в сфере оптимизации.

## Труды
- О конусных алгоритмах для решения задачи вогнутого программирования и некоторых ее обобщений / С. Л. Уткин, В. Р. Хачатуров, Хоанг Туй. — Ж. вычисл. матем. и матем. физ., 28:7 (1988), 992—999
- Solving the linear complementarity problem through concave programming / Nguyen Van Thoai, Hoang Tuy — Ж. вычисл. матем. и матем. физ., 23:3 (1983), 602—608
- Хоанг Туй О почти аффинных функциях. — Матем. заметки, 9:4 (1971), 435—440
- Хоанг Туй О линейных неравенствах. — Докл. АН СССР, 179:2 (1968), 293—296
- Хоанг Туй Вогнутое программирование при линейных ограничениях. — Докл. АН СССР, 159:1 (1964), 32—35
- Хоанг Туй О структуре измеримых функций. II. — Матем. сб., 54(96):2 (1961), 177—208
- Хоанг Туй О структуре измеримых функций. I. — Матем. сб., 53(95):4 (1961), 429—488
- Хоанг Туй. Об «универсальной примитивной» И. Марцинкевича // Известия АН СССР. Серия математическая. — 1960. — Т. 24, вып. 4. — С. 617—628.